# Castello di Selva Smeralda
Il castello di Selva Smeralda è un maniero medievale che sorge nella piccola località di Selva Smeralda, appartenente al comune di Terenzo ma situata nei pressi di Neviano de' Rossi, frazione di Fornovo di Taro, in provincia di Parma.

## Storia
La storia del maniero, a lungo ignota, fu probabilmente chiarita soltanto nel 1964 da Giovanni Gonizzi, che identificò il fortilizio di Niviano di Rosi, raffigurato nell'affresco di Benedetto Bembo della Camera d'Oro del castello di Torrechiara, nel castello di Selva Smeralda; l'interpretazione dello storico, ritenuta per anni completamente certa da tutti gli studiosi, è tuttavia considerata errata dall'archeologa Silvia Cerocchi, che in base ad alcuni rilievi ritiene più probabile che il castello di Neviano si trovasse nel centro della località stessa.
Nel XIII secolo il borgo, il castello e la cappella di Neviano de' Rossi, noto all'epoca come Nivianus Draconorum, seppur dipendenti dalla pieve di San Vitale Baganza, appartenevano alla famiglia Draghi.
In epoca imprecisata subentrarono i Rossi; nel 1409 Ottobuono de' Terzi pose sotto assedio il maniero, costringendo, in cambio della pace, i fratelli Pietro e Giacomo de' Rossi a vendere a lui il castello di Carona, a suo fratello Giovanni i castelli di Tiorre e Castrignano e al terzo fratello Giacomo i castelli di Basilicanova e Mamiano; solo nel 1424 Pietro de' Rossi ottenne dal duca di Milano Filippo Maria Visconti la restituzione dei territori ceduti ai Terzi.
Nel 1464 Pier Maria II de' Rossi destinò nel testamento al figlio Guido Neviano de'Rossi, unitamente ai feudi di Felino, San Secondo, Bardone, Carona, Miano, Segalara, Roccalanzona, Sant'Andrea e Taro. Tuttavia, probabilmente in occasione della morte del condottiero durante la guerra dei Rossi, il castello fu acquisito dal colonnello Lorenzo Smeraldi di Parma.
Nel 1552, durante la guerra di Parma, il maniero e il vicino borgo furono saccheggiati dalle truppe imperiali guidate da Ferrante I Gonzaga, che catturarono Giovanni Smeraldi, alleato dei Farnese, e lo rinchiusero nel castello di Tizzano Val Parma; Giovanni riuscì a fuggire ma fu nuovamente arrestato e giustiziato.
Di conseguenza la famiglia si ritirò a Parma abbandonando la fortificazione; verso la fine del XVII secolo la casata si estinse nella famiglia Tarasconi, dando origine ai conti Tarasconi Smeraldi, che mantennero il possesso di Selva Smeralda fino all'abolizione dei diritti feudali sancita da Napoleone nel 1805.
In seguito il maniero fu acquistato dapprima dalla famiglia Folli e successivamente dagli ungheresi Orbàn. Completamente restaurato, fu trasformato in un agriturismo, successivamente chiuso, per essere adibito a funzione abitativa prevalentemente durante il periodo estivo.

## Descrizione

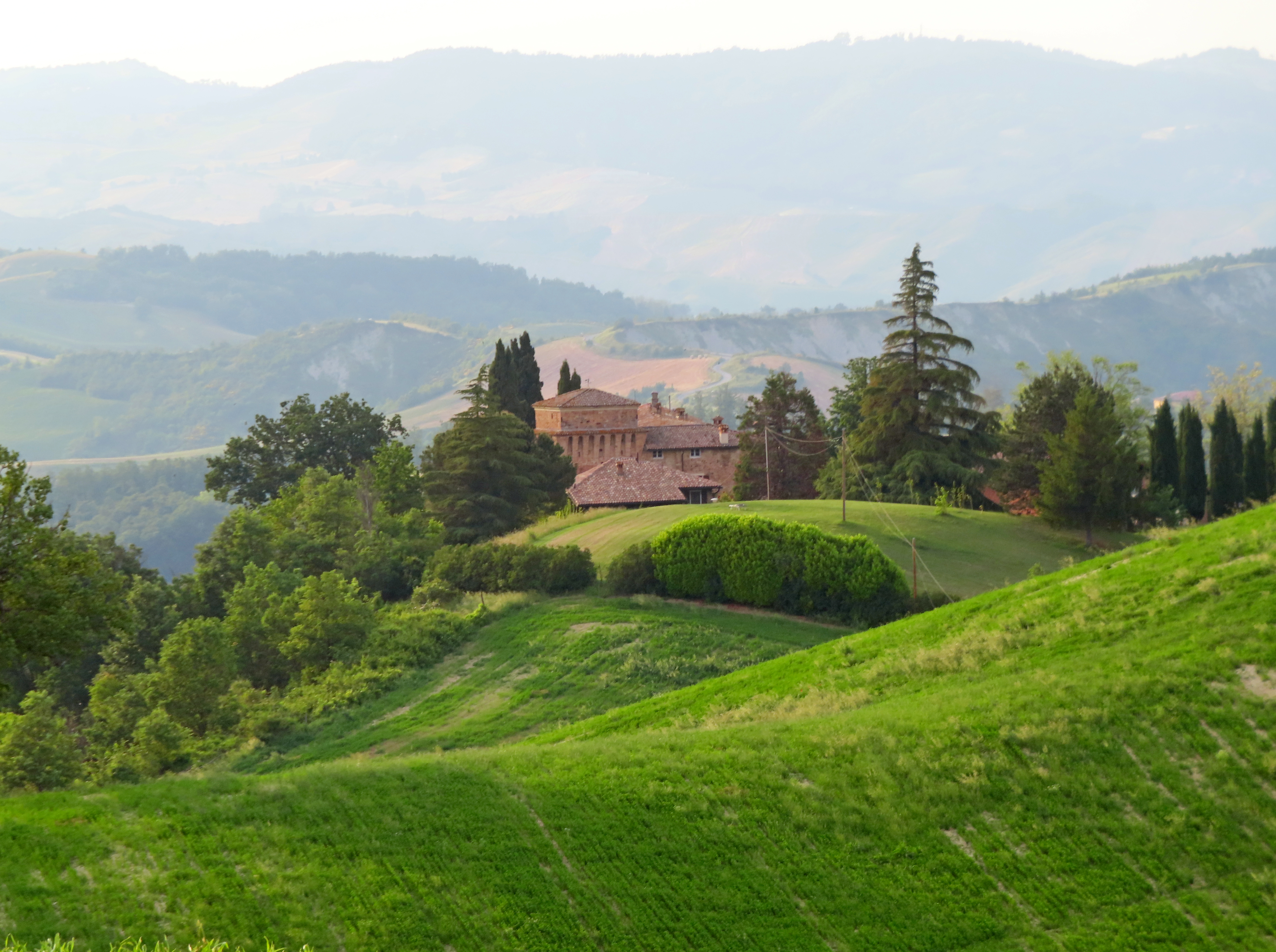
Mastio e lato sud-est

Il castello sorge isolato tra terre coltivate in posizione scoscesa, dominante sulla valle del torrente Sporzana.
Dell'antico maniero trecentesco rimane quasi completamente integro il massiccio mastio rivestito in laterizio, che conserva su tre lati i beccatelli originari; in adiacenza al torrione avente base quadrata, si sviluppano gli edifici annessi in pietra mista a mattoni, parzialmente modificati nei secoli rispetto alle strutture originarie e restaurati agli inizi del XXI secolo; alcuni ambienti sono adibiti a deposito per mezzi agricoli.